# مايك فاريس
مايك فاريس (بالإنجليزية: Mike Farris)‏ هو مغني أمريكي، ولد في 1968.

## وصلات خارجية
- الموقع الرسمي
- مايك فاريس على موقع ميوزك برينز (الإنجليزية)
- مايك فاريس على موقع أول ميوزيك (الإنجليزية)
- مايك فاريس على موقع ديسكوغز (الإنجليزية)